# بابی ویتلاک
رابرت استنلی ویتلاک (۱۸ مارس ۱۹۴۸–۱۰ اوت ۲۰۲۵) خواننده، ترانه‌سرا و موسیقی‌دان آمریکایی بود که به خاطر نقشش به عنوان نوازنده کیبورد و خواننده در گروه درک و دومینوز، که در سال ۱۹۷۰ به همراه اریک کلپتون تأسیس کرد، مشهور است. او که در ممفیس، تنسی متولد شد، کار خود را با موسیقی سول در دهه ۱۹۶۰ آغاز کرد و با گروه‌هایی مانند سم و دیو و بوکر تی و ام‌جی همکاری داشت. شهرت او از طریق کارش در آلبوم تأثیرگذار جورج هریسون با نام همه چیز باید بگذرد، و به عنوان یکی از مشارکت‌کنندگان کلیدی آلبوم لیلا و سایر آهنگ‌های عاشقانه متنوع افزایش یافت. ویتلاک چندین آلبوم انفرادی در دهه ۱۹۷۰ منتشر کرد و پس از وقفه‌ای چندین ساله در اواخر دهه ۱۹۹۰ با همکاری با افرادی از جمله همسرش کوکو کارمل در آستین، تگزاس به موسیقی بازگشت.

## زندگی و حرفه

### اوایل کار ۱۹۶۵–۱۹۶۸

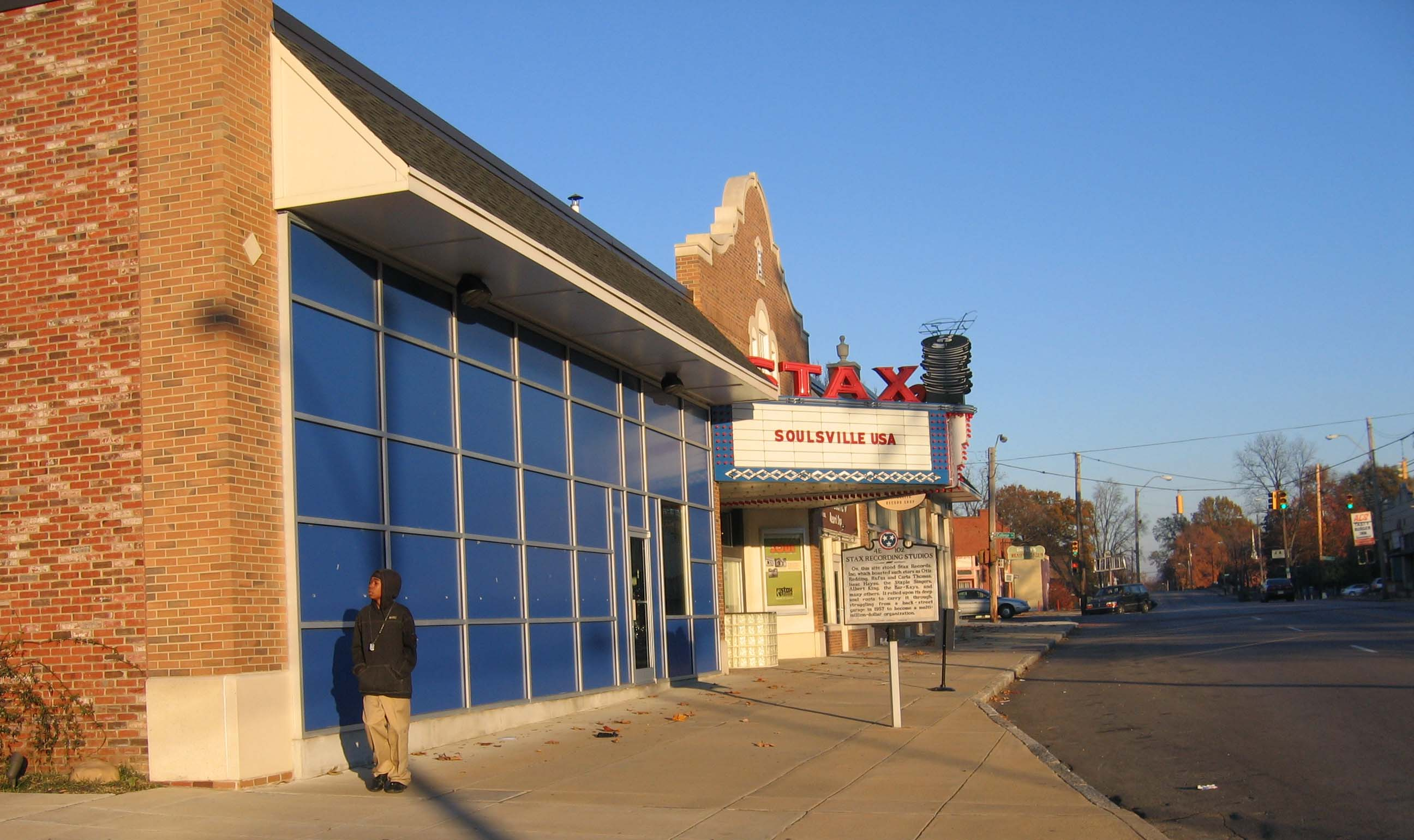
موزه استکس در ممفیس، ماکتی از استودیوی استکس که اکنون تخریب شده است، جایی که ویتلاک بخشی از دوران نوجوانی خود را در آن گذرانده است.

بابی ویتلاک در ۱۸ مارس ۱۹۴۸ در ممفیس متولد شد. ویتلاک در دوران نوجوانی با هنرمندان مرتبط با استکس رکوردز، از جمله آلبرت کینگ، سم و دیو، استیپلز سینگرز و بوکر تی و ام جی دوست شد و اولین هنرمند سفیدپوستی بود که با این ناشر قرارداد بست. در سال ۱۹۶۷ اولین اجرا و مشارکتش را در ضبط تک‌آهنگ «از تو متشکرم» سم و دیو را انجام داد.
بین سال‌های ۱۹۶۵ تا ۱۹۶۸، ویتلاک به‌طور منظم در منطقه ممفیس اجرا داشت و قبل از تشکیل گروه موسیقی «کانتس»، با گروه موسیقی سول محلی «شورت کاتس» ارگ می‌نواخت. ویتلاک با نوازندگان شناخته شده‌ای مانند استیو کراپر و دونالد «داک» دان و دان نیکس ممفیس را ترک کرد و به لس‌آنجلس رفت.

### دلینی و بانی
ویتلاک در سال ۱۹۶۹ در دو آلبوم دلینی و بانی عنوان نوازنده کیبورد و خواننده همکاری داشت. گروه تور آنها شامل نوازندگانی بود که او تا اوایل دهه ۱۹۷۰ در پروژه‌ها با آنها همکاری داشت: کارل رادل، جیم کلتنر و جیم گوردون. یکی دیگر از اعضا اریک کلپتون بود که در اواسط تور ایالات متحده در ژوئیه-اوت ۱۹۶۹ به عنوان گیتارنواز اصلی به گروه پیوست. کلپتون بعدها ویتلاک را به عنوان "بدون شک پرانرژی‌ترین نوازنده کناری که تا به حال دیده‌ام" وصف کرد. ویتلاک به همراه سایر اعضای گروه دلینی و بانی، در نوامبر ۱۹۶۹ به انگلستان پرواز کرد تا برای یک تور اروپایی بسیار پر سر و صدا که توسط کلپتون تأمین مالی می‌شد، آماده شود.
ویتلاک پس از ورود به لندن، در جلسه‌ای برای آلبوم انفرادی خواننده سول آمریکایی، دوریس تروی، که توسط شرکت ضبط اپل بیتلز منتشر شده بود، شرکت کرد. ویتلاک و گروه سپس از طریق هریسون در کنسرت " صلح برای کریسمس " جان لنون که در ۱۵ دسامبر ۱۹۶۹ در سالن رقص لیسئوم لندن برگزار شد، نوازندگی کردند.

### درک و دومینوها

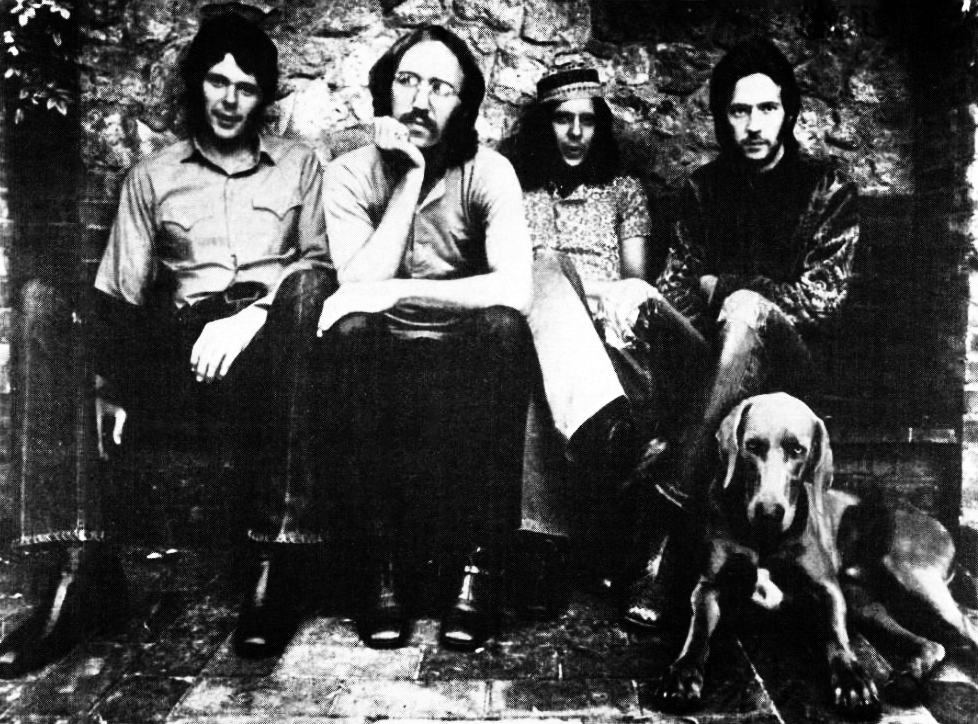
درک و دومینوها در سال ۱۹۷۰ (از چپ به راست): جیم گوردون، کارل رادل، ویتلاک و اریک کلپتون

ویتلاک و کلپتون که به دنبال تشکیل گروه جدیدی بودند دوباره با رادل و گوردون متحد شدند و در تولید آلبوم سه‌گانه همه چیز باید بگذرد با هریسون همکاری کردند. سایمون لنگ، زندگینامه‌نویس هریسون، ویتلاک را به عنوان یکی از دو «نوازندهٔ اصلی کیبورد» در آلبوم «همه چیز باید بگذرد» معرفی می‌کند. ویتلاک که به‌طور سنتی ارگ هموند را به عنوان ساز کیبورد خود ترجیح می‌داد، برای اولین بار در ضبط استودیویی در طول جلسهٔ ضبط «مراقب تاریکی باش» هریسون، پیانو نواخت.
در ژوئن ۱۹۷۰، در اوایل جلسات ضبط آلبوم «همه چیز باید بگذرد»، کلپتون، ویتلاک، رادل و گوردون گروه بلوز-راک «درک و دومینوز» را تشکیل دادند. اولین انتشار آنها تک‌آهنگی به نام «حقیقت را بگو» بود که توسط اسپکتور تهیه و عمدتاً توسط ویتلاک نوشته شده بود. در ماه اوت، پس از اتمام کارشان روی آلبوم هریسون، درک و دومینوز در بریتانیا تور برگزار کردند و در مکان‌های کوچک اجرا داشتند.

### فعالیت انفرادی
ویتلاک اولین آلبوم انفرادی خود، بابی ویتلاک (۱۹۷۲)، را در سال ۱۹۷۱ در استودیوهای المپیک لندن، به همراه اندی جانز به عنوان تهیه‌کننده مشترک، ضبط کرد. ویتلاک در بیشتر آلبوم گیتار ریتم آکوستیک یا الکتریک نواخته است. این آلبوم در جدول بیلبورد ۲۰۰ ایالات متحده به رتبه ۱۴۰ رسید، همان مجله آن را به عنوان «یک آلبوم اول متقاعدکننده و قدرتمند» ستایش کرد
دومین آلبوم انفرادی ویتلاک منتشر شد، مخمل خام نام داشت که در نوامبر ۱۹۷۲ منتشر شد. این آلبوم شامل حضور کلپتون و گوردون در آهنگ «سلام لس‌آنجلس، خداحافظ بیرمنگام» بود.

### مرگ
ویتلاک پس از یک دوره کوتاه بیماری در خانه‌اش در تگزاس در ۱۰ اوت ۲۰۲۵، در ۷۷ سالگی درگذشت.